# La cocina completa
Enciclopedia culinaria. La cocina completa es un libro de cocina escrito por María Mestayer, marquesa de Parabere, y publicado en 1933 por la editorial Espasa-Calpe. Es considerado uno de los recetarios clásicos de la cocina española y ha sido valorado como «biblia culinaria» por diversos autores posteriores.
Otras publicaciones de la marquesa de Parabere son Confitería y repostería (1930), Platos escogidos de la cocina vasca (1935), Conservas caseras (1936) y Entremeses, aperitivos y ensaladas (1936), Historia de la gastronomía (1943) y Pastelería Royal (1947). Sin embargo, su principal obra es la enciclopedia culinaria, que la dio a conocer en tiempos de la posguerra. Bilbaína de origen, la marquesa se estableció en 1936 en Madrid y abrió el afamado restaurante El Parabere.

## Contenido
En cada apartado, la autora incluye definiciones enciclopédicas sobre diferentes aspectos, en orden alfabético. Inicia el libro explicando los utensilios de cocina, la vajilla, la cristalería, las formas de servir una mesa, etc. En la segunda parte se describen los aspectos relacionados con el arte culinario, como las técnicas culinarias, define los tipos de salsas, de caldos o fondos, etc. y una amplia variedad de recetas tradicionales, agregando apuntes bibliográficos para cada preparación.
- Primera Parte
  - Capítulo I: La cocina y sus dependencias
  - Capítulo II: La mesa
  - Capítulo III: Los alimentos
  - Capítulo IV: Modalidades de la cocina
  - Capítulo V: Conservación de los alimentos
- Segunda Parte
  - Capítulo VI: La técnica
  - Capítulo VII: Entremeses, aperitivos y ensaladas
  - Capítulo VIII: Sopas y consommés
  - Capítulo IX: Unas cuantas recetas para aprovechar la carne del cocido
  - Capítulo X: Potajes, cocidos, pucheros u ollas
  - Capítulo XI: Jugos, fondos, gelatinas, mantequillas compuestas y salsas
  - Capítulo XII: Guarniciones y aderezos
  - Capítulo XIII: Huevos
  - Capítulo XIV: Pescados
  - Capítulo XV: Mariscos y crustáceos
  - Capítulo XVI: Caracoles
  - Capítulo XVII: Arroz
  - Capítulo XVIII: Pastas
  - Capítulo XIX: Souflée
  - Capítulo XX: Budines o flanes
  - Capítulo XXI: Fritos
  - Capítulo XXII: Hojaldres
  - Capítulo XXIII: Las carnes
  - Capítulo XXIV: Aves
  - Capítulo XXV: La caza
  - Capítulo XXVI: Legumbres y hortalizas
  - Capítulo XXVII: Fiambres y platos fríos
- Menús